# Arrondissement Villefranche-sur-Saône
Arrondissement Villefranche-sur-Saône (fr. Arrondissement de Villefranche-sur-Saône) je správní územní jednotka ležící v departementu Rhône a regionu Rhône-Alpes ve Francii. Člení se dále na 11 kantonů a 131 obcí.

## Kantony
- Amplepuis
- Anse
- Beaujeu
- Belleville
- Gleizé
- Lamure-sur-Azergues
- Le Bois-d'Oingt
- Monsols
- Tarare
- Thizy
- Villefranche-sur-Saône